# 8月18日 (旧暦)
旧暦8月18日（きゅうれきはちがつじゅうはちにち）は、旧暦8月の18日目である。六曜は先勝である。

## できごと
- 天平宝字元年（ユリウス暦757年9月6日） - 蚕が「五月八日開下帝釈標知天皇命百年息」の文字を成したことにより天平宝字に改元
- 慶安4年（グレゴリオ暦1651年10月2日） - 徳川家綱が江戸幕府4代将軍に就任
- 明和6年（グレゴリオ暦1769年9月17日） - 徳川家治の側用人・田沼意次が老中格に就任
- 文久3年（グレゴリオ暦1863年9月30日） - 八月十八日の政変

## 誕生日
- 神護景雲元年（ユリウス暦767年9月15日） - 最澄（伝教大師）、日本天台宗開祖（+ 822年）
- 文亀3年（ユリウス暦1503年9月8日） - 島津勝久、島津氏14代目当主（+ 1573年）
- 永禄10年（ユリウス暦1567年9月20日） - 立花宗茂、初代柳河藩主（+ 1643年）
- 文政11年（グレゴリオ暦1828年9月26日） - 小林虎三郎、越後長岡藩大参事（+ 1877年）
- 安政元年（グレゴリオ暦1854年10月9日） - 桜井錠二、化学者（+ 1939年）
- 元治元年（グレゴリオ暦1864年9月18日） - 伊藤左千夫、歌人・小説家（+ 1913年）
- 明治3年（グレゴリオ暦1870年9月13日） - 斎藤隆夫、弁護士・政治家（+ 1949年）

## 忌日
- 慶長3年（グレゴリオ暦1598年9月18日） - 豊臣秀吉、武将・関白（* 1537年）